# أليساندرو كورونا
أليساندرو كورونا (بالإيطالية: Alessandro Corona)‏ هو مجدف إيطالي، ولد في 9 يناير 1972 في لانتشانو في إيطاليا.

## وصلات خارجية
- أليساندرو كورونا على موقع الاتحاد الدولي للتجديف (الإنجليزية)
- أليساندرو كورونا على موقع اللجنة الأولمبية الدولية (الإنجليزية)
- أليساندرو كورونا على موقع أوليمبيديا (الإنجليزية)
- أليساندرو كورونا على موقع اللجنة الأولمبية الإيطالية (الإيطالية)
- أليساندرو كورونا على موقع CONI honoured athlete website (الإيطالية)